# アレクサンドル・スワニーゼ
アレクサンドル・セミョーノヴィチ・"アリョーシャ"・スワニーゼ（グルジア語: ალექსანდრე სვანიძე; ロシア語: Алекса́ндр Семёнович Свани́дзе, 1886年 - 1941年8月20日）は、グルジアのオールド・ボリシェヴィキの政治家、歴史家。ヨシフ・スターリンの最初の妻であるイェカチェリーナ・スワニーゼの弟。しかし、1937年の大粛清の際にスターリンは彼を逮捕し、1941年には獄中で銃殺刑に処された。

## 生涯
スワニーゼは当時ロシア帝国の一部であったグルジア西部のバジという小さな村の小貴族の家庭に生まれ、トビリシで育ちイェーナ大学でドイツ語と英語と古代文明の歴史研究について学んだ。
1901年にロシア社会民主労働党、1904年にボリシェヴィキに入党し、1919年にグルジアを追われるまでボリシェヴィキの地下組織で活動していた。1920年から1921年にかけてはソビエト連邦外務省で働き、1921年から1922年にかけてはグルジアSSRとザカフカースSFSRの財政担当人民委員を務めた。1924年、ソ連のドイツ通商使節に任命され、1935年にソ連に戻るとソ連邦国立銀行副会長に就任した。1930年代の大半はソビエト外国貿易銀行の頭取を務めた。
同時期にスワニーゼは『古代史ジャーナル』を創刊し、アラロディア語を研究し、中世グルジアの詩人ショタ・ルスタヴェリのロシア語翻訳を行った。
しかし、1937年に本格化した大粛清において、スターリンはスワニーゼの逮捕を命じた。スワニーゼは内務人民委員部から命と引き換えにドイツのスパイであることを自白するよう提示されたが拒否した。スターリンは彼を「貴族のようなプライドだ」と評したと言われている。1941年6月のドイツ軍の侵攻による独ソ戦開始に伴い、スワニーゼの妹マリーヤが1942年3月3日に銃殺刑に処され、その後スワニーゼも1941年8月20日に獄中で銃殺刑に処された。スワニーゼの妻マリーア（1889年-1942年）は、トビリシ・オペラ・ハウスのオペラ歌手であったが、カザフスタンの女性収容所ドリンスコエで10年の服役に処された。彼女は夫の処刑を知らされ心臓発作で亡くなったという。息子のイヴァンは、1957年から1959年までスターリンの娘のスヴェトラーナ・アリルーエワと結婚していた。イヴァンは経済学者となり、1987年に亡くなった。